# Morane-Saulnier MS.406
A Morane–Saulnier MS.406 francia gyártású egymotoros alsószárnyas, zárt pilótafülkével és behúzható futóművel felszerelt vadászrepülőgép, melyet a második világháborúban alkalmaztak széleskörűen, főként a Francia Légierőben. Közvetlen elődtípusa az MS.405, melyet a francia STA kiírásra fejlesztettek ki. Az MS.406 1938-as gyártását követően azonban rövidesen elavulttá vált kortársaival szemben (Bf 109, Hurricane, Spitfire), alúlmotorizáltsága nem tette lehetővé a német vadászgépekkel szembeni hatékony ellenállásra. Továbbfejlesztett változatai svájci és finn szolgálatban viszont eredményesen szerepeltek.

## Története
Az MS.405 egy 1934-es kiírásra született, a prototípusa 1935 augusztusában repült először. Ezt 15 darab MS.405C.1 jelű, nullszériás repülőgép követte. A sorozatgyártás az M.S. 406 C-1 típusú gépekkel indult meg, miután 1938 márciusában 1000 repülőgépre érkezett megrendelés. Az M.S.406-okat két gyártósoron készítették, 1938 júniusa és 1940 júniusa között több mint 1000 repülőgépet adtak át. Alapvetően meghatározó gépe volt a Vichy-légierőnek, de exportáltak gépeket Svájcba és Törökországba, míg a németek által lefoglalt repülőgépekből jutott Horvátországnak és Finnországnak is.

### Technikai adatok
- Hossza: 8,17 m
- Magassága: 3,25 m
- Fesztávolsága: 10,62 m
- Hatótáv: 1500 km
- Személyzet: 1 fő
- Fegyverzet: 1 db a motorba mereven beépített 20 mm-es gépágyú (vagy 7,5 mm-es géppuska), két 7,5 mm-es, a szárnyba beépített géppuska
- Hajtómű: egy 860 Le-s (641 kW) Hispano-Suiza 12Y-31 típusú, 12 hengeres V-motor